# Прандота Дзержек
Прандота Дзержек (пол. Prandota Dzierżek) з герба Нечуя — суддя Люблінського воєводства, маршалок парламенту Люблінського воєводства 1635 р., поборець податків Люблінського воєводства в 1600, 1601, 1603 та 1607 роках.